# Hemichromis fasciatus
Hemichromis fasciatus es una especie de peces de la familia Cichlidae en el orden de los Perciformes.

## Morfología
Los machos pueden llegar alcanzar los 20,4 cm de longitud total.

## Distribución geográfica
Se encuentra en el África Occidental, en la cuenca del río Nilo, desde el lago Chad hasta el río Ituri (cuenca del río Congo) y el curso superior del río Zambeze. Fue introducido en 1970 en Villach (Austria ).